# 樂浪公主 (北燕)
樂浪公主（?—?），中国北燕文成帝冯跋之女。
柔然可汗斛律遣使向冯跋女乐浪公主求亲，献马三千匹，冯跋命其臣下议论。冯素弗等上奏：“前代旧事，皆以宗女妻六夷，宜许以妃嫔之女，乐浪公主不宜下降非类。”冯跋说：“女生从夫，千里岂远！朕方崇信殊俗，奈何欺之！”于是同意。派游击秦都率二千骑，送乐浪公主嫁到柔然。之后，北燕与柔然结亲，暂时避免了北魏的侵攻。

## 传记资料
- 《晋书》卷一百二十五 载记第二十五 冯跋（冯素弗）